# 上滝郵便局
上滝郵便局（かみだきゆうびんきょく）は、富山県富山市（旧上新川郡大山町）にある郵便局である。局番号は32017。

## 概要
住所：〒930-1399 富山県富山市中滝228

## 沿革
- 1879年（明治12年）9月12日 - 上新川郡上滝402番地に五等郵便局として開局（石川県[注 1]のうち旧越中国内36番目）[1][2]。
- 1883年（明治16年）2月 - 上滝町、大庄村全域と大山村、立山村の一部、太田村西番地区、月岡村上布目地区が集配対象地域となった[1]。
- 1885年（明治18年）6月16日 - 貯金の取扱を開始する[3]。
- 1886年（明治19年）4月26日 - 三等郵便局となる[2]。
- 1890年（明治23年）8月16日 - 内国為替事務を開始[4][5]。ただし小為替振出事務を取扱わない[5]。
- 1892年（明治25年）6月1日 - 小為替振出事務の取扱を開始する[6]。
- 1894年（明治27年）1月13日 - 外国為替事務を開始[4]。
- 1899年（明治32年）7月1日 - 小包郵便の取扱を開始[4]。
- 1910年（明治43年）1月30日 - 火災により局舎が焼失する[7]。
- 1911年（明治44年）12月16日 - 電信事務の取扱を開始する[8]。
- 1912年（明治45年・大正元年）
  - 11月 - 上滝郵便局の局舎移転問題が紛糾（中滝派と上滝派の対立による。後に上滝に落ち着いた）[4]。
  - この年、木造2階建ての局舎が竣工する[9]。
- 1916年（大正5年）10月1日 - 簡易保険の取扱を開始[4][10]。
- 1922年（大正11年）
  - 7月11日 - 特設電話加入申請の受理を開始する[11]。
  - 12月21日 - 電話通話事務を開始する[12]。
- 1923年（大正12年）1月1日 - 電話交換業務及び電話加入者の託送電報の取扱を開始する[13]。
- 1954年（昭和29年）7月22日 - 旧計量法（昭和26年法律第207号）により当郵便局を計量器使用事業場に指定する[14]。
- 1958年（昭和33年）6月1日 - 岩峅寺簡易郵便局において簡易生命保険及び郵便年金の取扱を廃止し、同局よりその業務を承継する[15]。
- 1962年（昭和37年）
  - 6月1日 - 国際電報受付配達事務を富山電報電話局に移管する[16]。
  - 8月1日 - 国内欧文電報受付配達事務を富山電報電話局に移管する[17]。
- 1963年（昭和38年） - 新局舎完成[4]。
- 1965年（昭和40年）11月28日 - 電話の加入及び料金に関する簡易な事務を除く電話交換業務を富山電報電話局に移管する[18]。また、福沢郵便局においても電話交換業務を廃止し、同局より電話の加入及び料金に関する簡易な事務を承継する[18]。
- 1994年（平成6年）11月5日 - 現在の局舎（鉄筋コンクリート造2階建て）が完成。11月14日より業務開始[19]。

## 取扱内容
- 郵便、印紙、ゆうパック、内容証明
- 貯金、為替、振替、振込、国際送金、外貨両替、国債、投資信託
- 生命保険、バイク自賠責保険、自動車保険、変額年金保険、がん保険、引受条件緩和型医療保険
- ゆうちょ銀行ATM

## 周辺
- 富山市大山行政サービスセンター（旧大山町役場）
- 富山第一銀行上滝支店
- 富山信用金庫大山支店
- 大山文化会館
- 富山市立上滝小学校
- 富山南警察署大町交番
- ファミリーマート大山上滝店